# Раджарани
Раджарани (хинди राजारानी, IAST: rājārānī) — индуистский храм в городе Бхубанешвар, административном центре индийского штата Орисса.
Основываясь на особенностях архитектурного стиля, можно заключить, что храм был построен в середине XI столетия. Среди местного населения известен как «храм любви» из-за многочисленных скульптурных изображений эротического содержания, женских обнажённых статуй и сцен совокуплений. Раджарани построен в стиле «панчаратха» на насыпной платформе и состоит из двух частей — святилища вимана и коридорного помещения пирамидальной формы джагамохана, используемого пилигримами, желавшими посетить святилище. Построен из красного и жёлтого песчаника местного происхождения. Храм Раджарани был создан последователями шиваистского направления индуизма.
Внутренние и внешние стены храма украшены также различными скульптурными сценками, показывающими аскетические подвиги древности, воспитание детей, проведение туалета, взращивание деревьев, расчёсывание волос перед зеркалом, игру на музыкальных инструментах и прочее.
Начиная с 2003 года, в храме ежегодно в период с 18 по 20 января проводится фестиваль индийской классической музыки трёх направлений — хиндустани, карнатака и орисса.
Храм Раджарани в Бхубанешваре включён в список Археологического наследия Индии и охраняется государством.

## Галерея

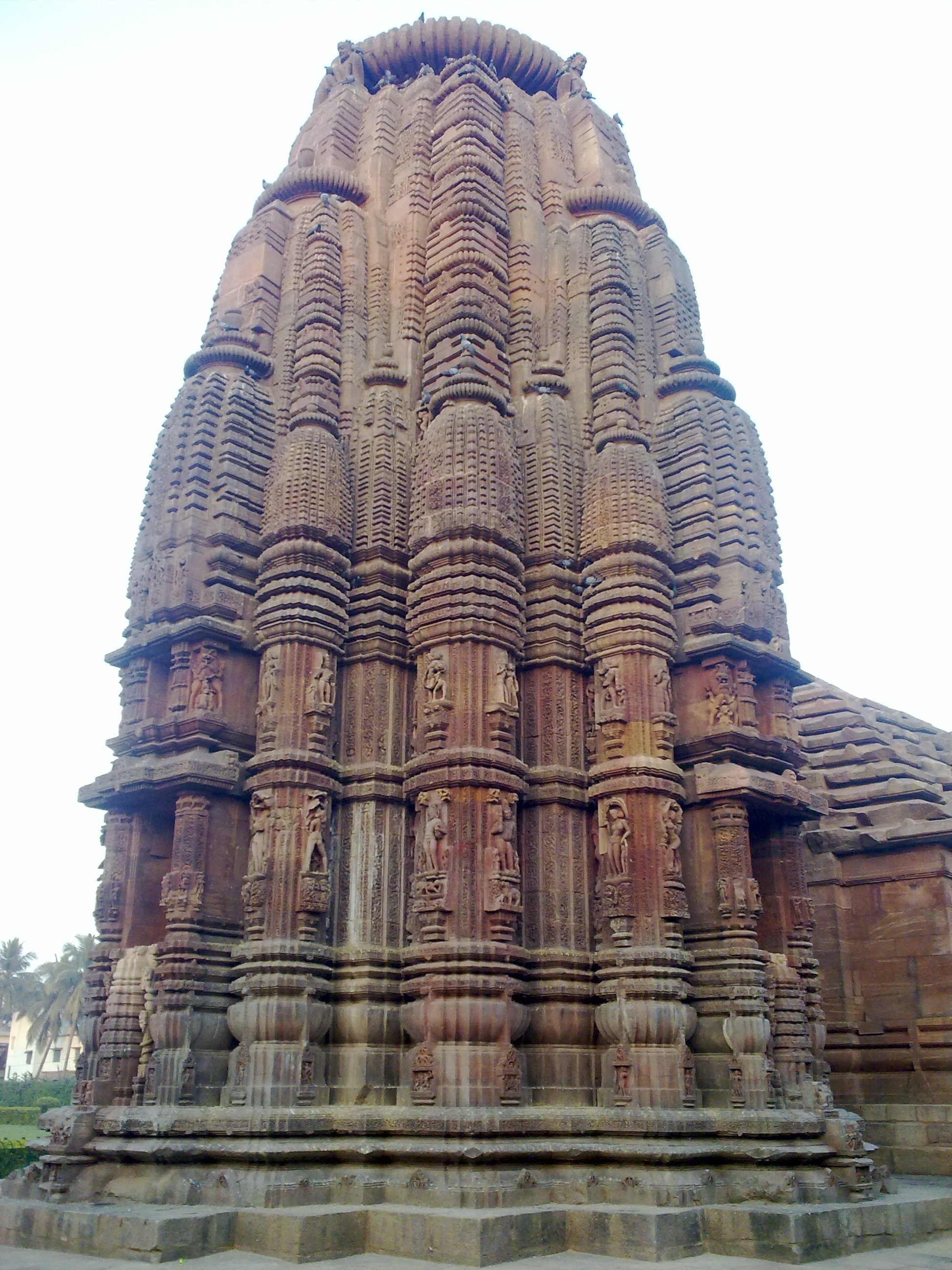
Вид на храм Раджарани
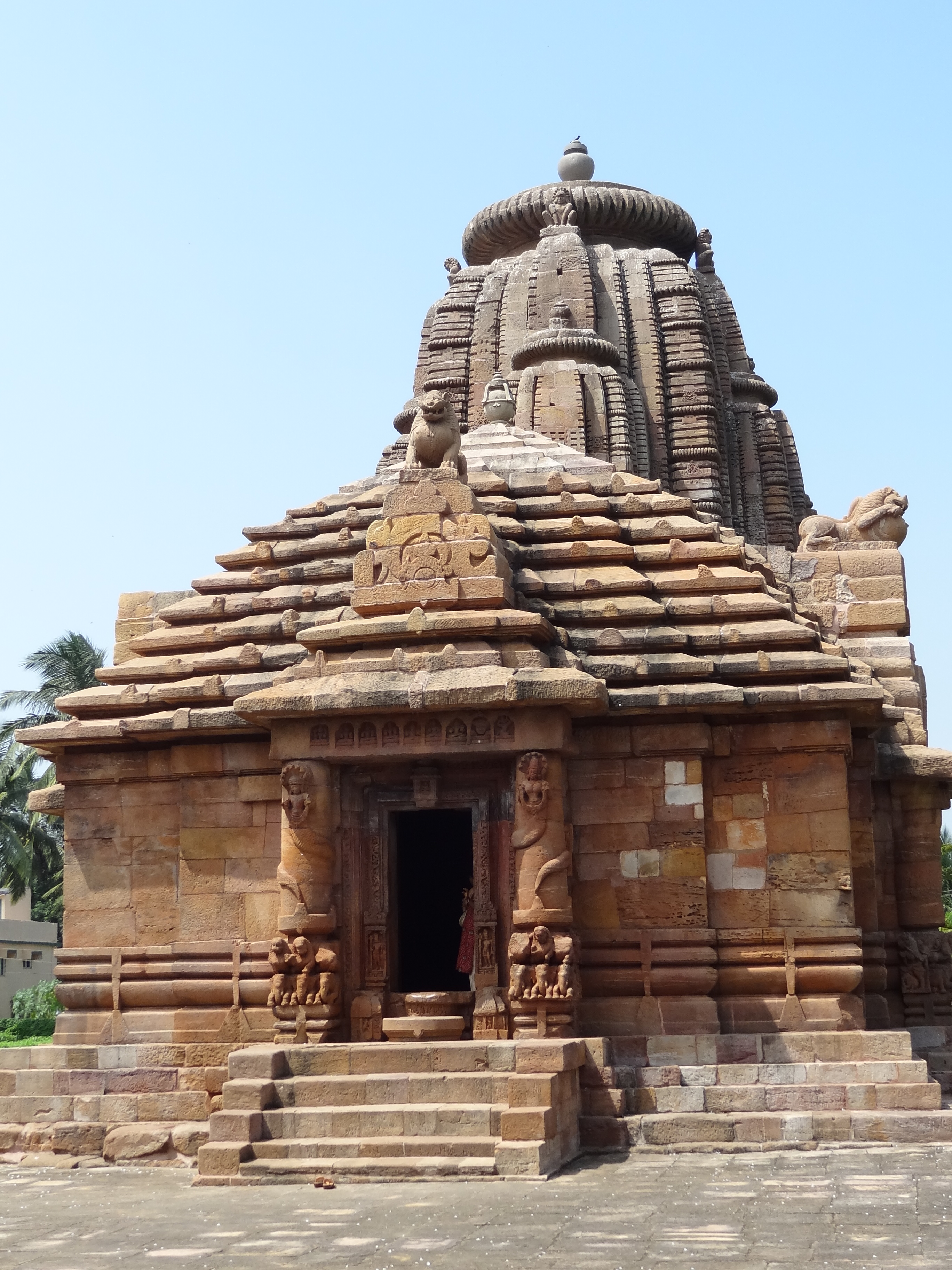
Передняя часть джагамоханы изображает нагинов и охраняет божества в дверных косяках с виманой на заднем плане.
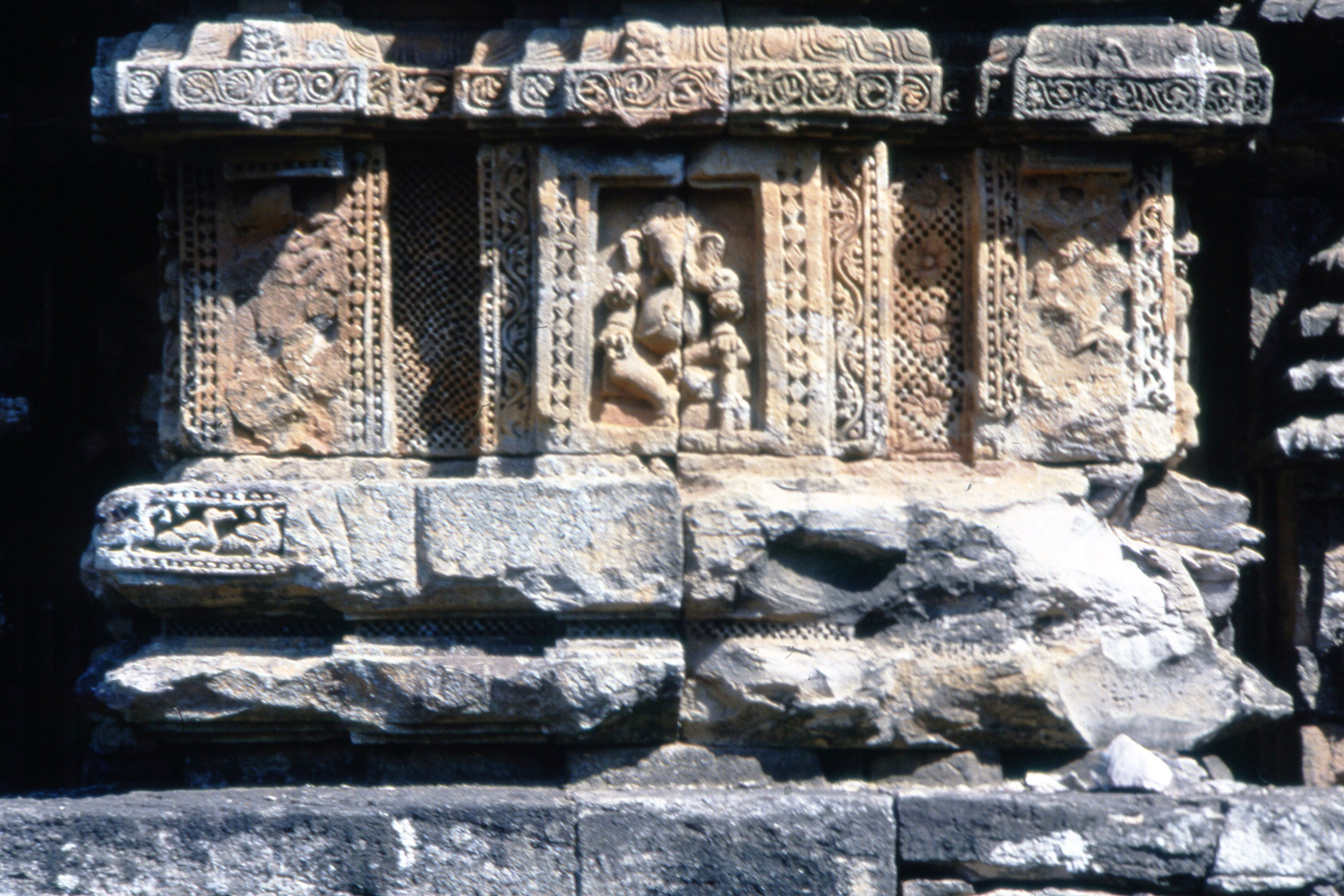
Ниша, посвященная Ганеше.
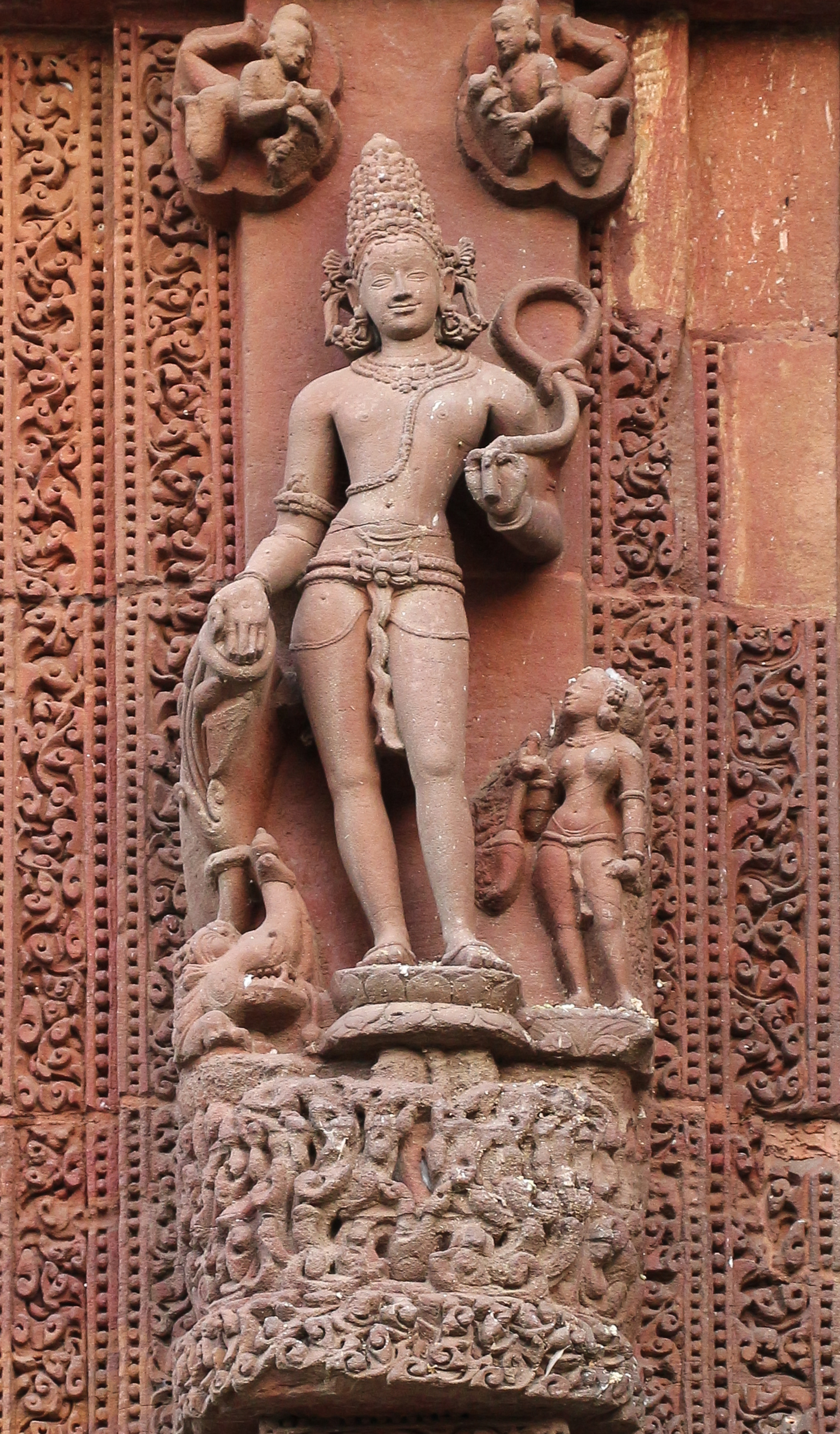
Скульптура на стенах святилища
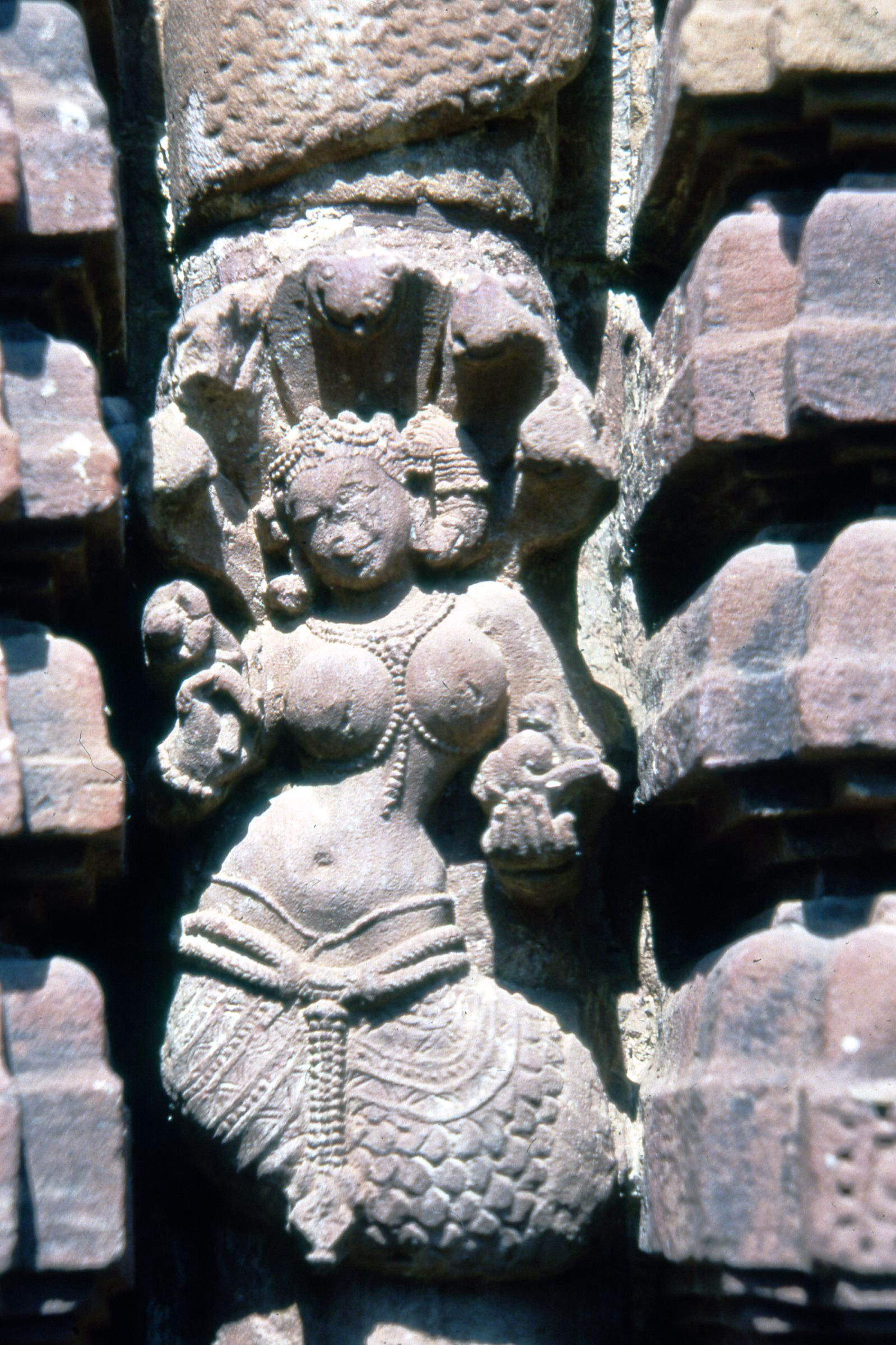
Век VI или VII, Храм Лакманесвара, Скульптура Нагини, то есть женское змеиное божество, в руках держит улитку и цветок лотоса соответственно.
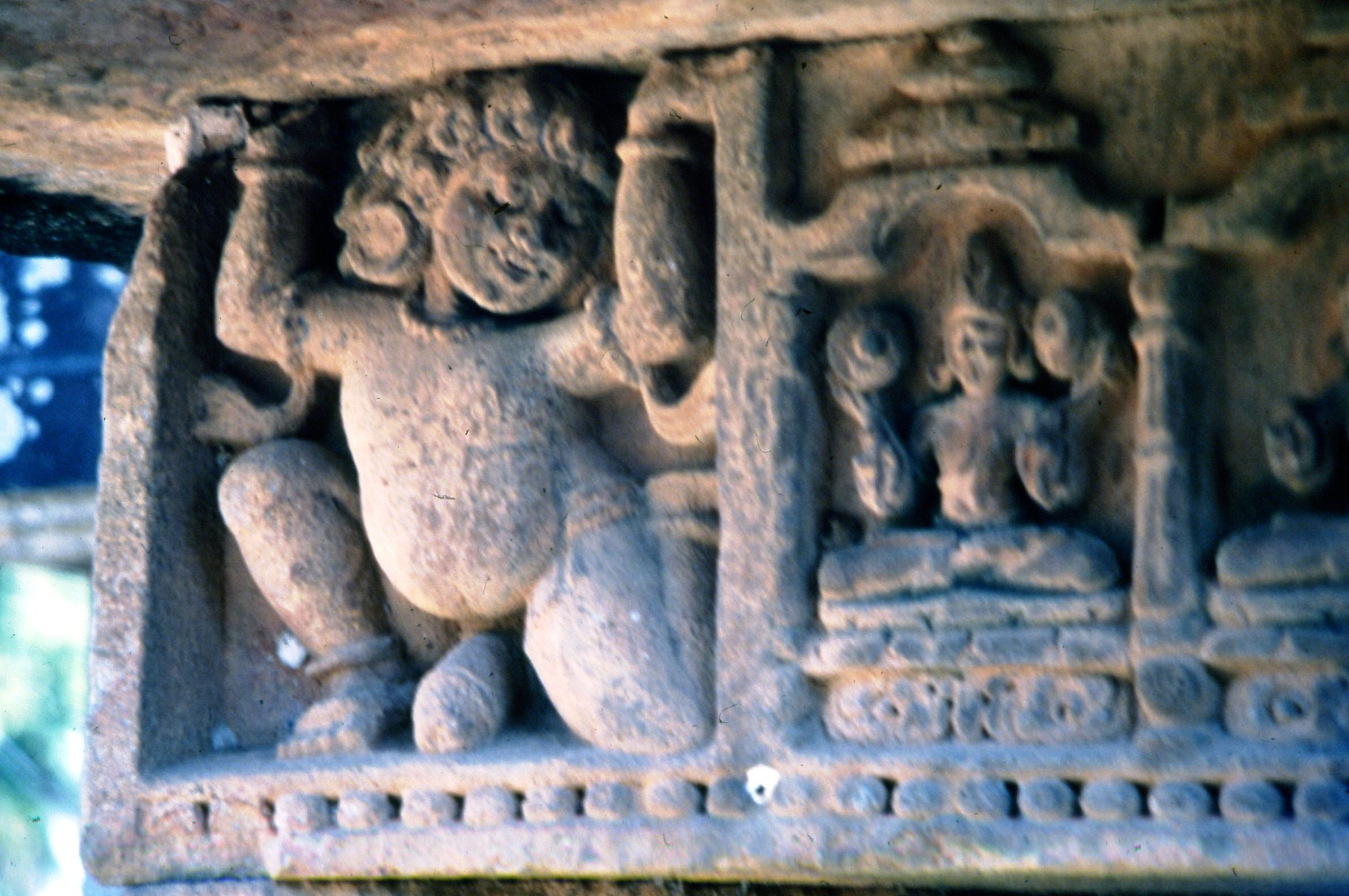
Фрагмент фриза со скульптурой Ганы, карликового спутника Ганеши.
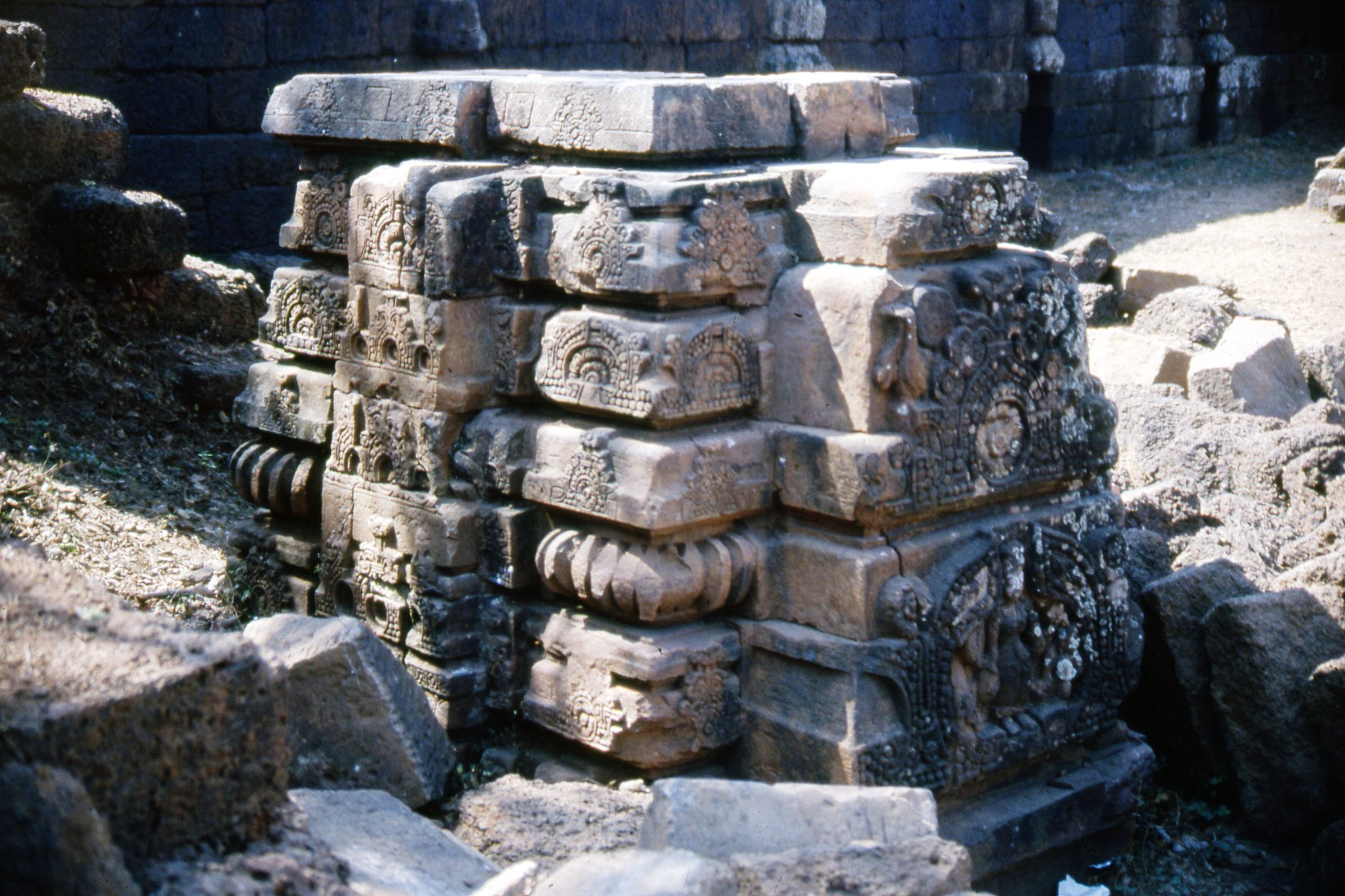
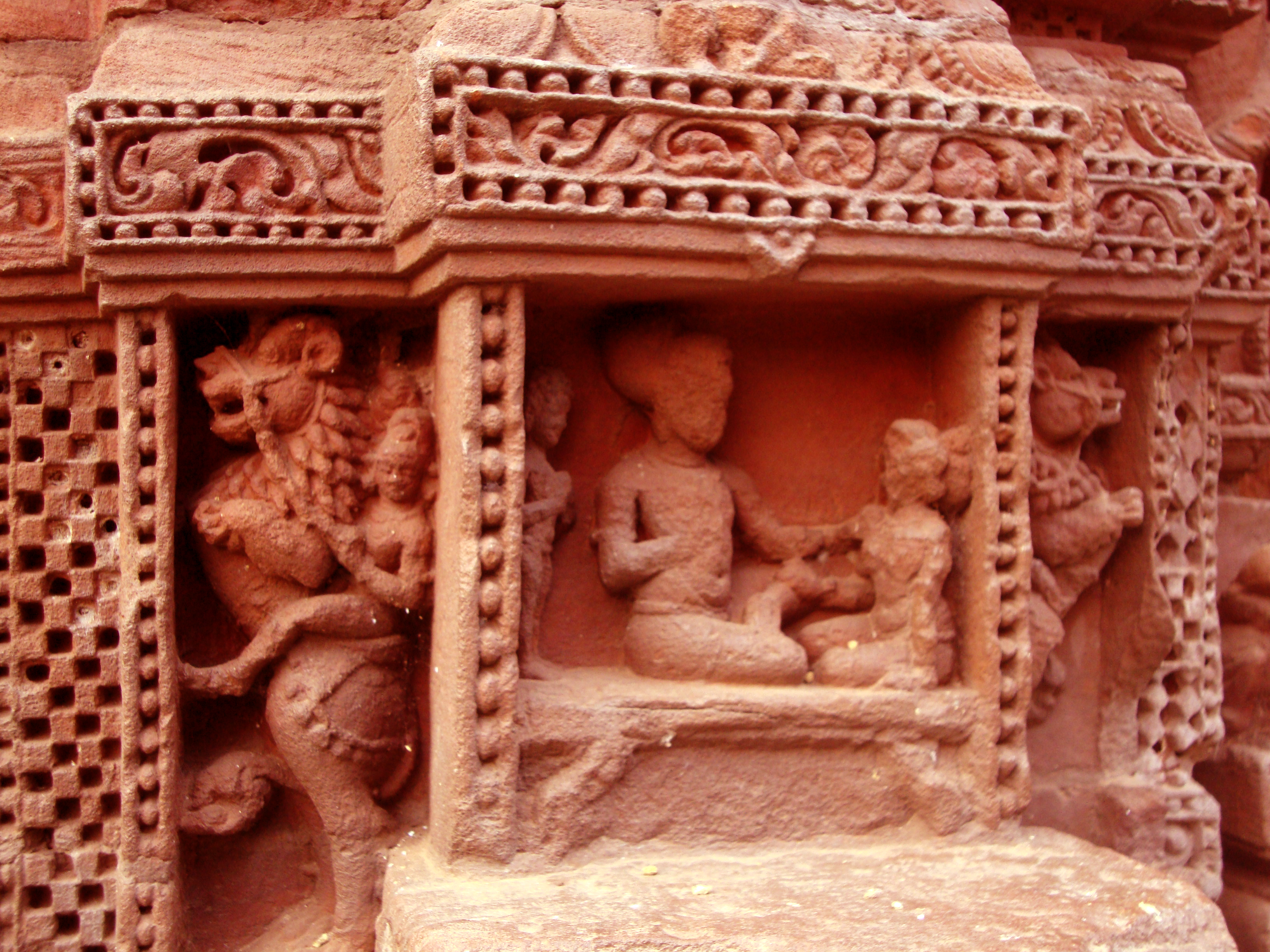
Храм в Бхубанешваре
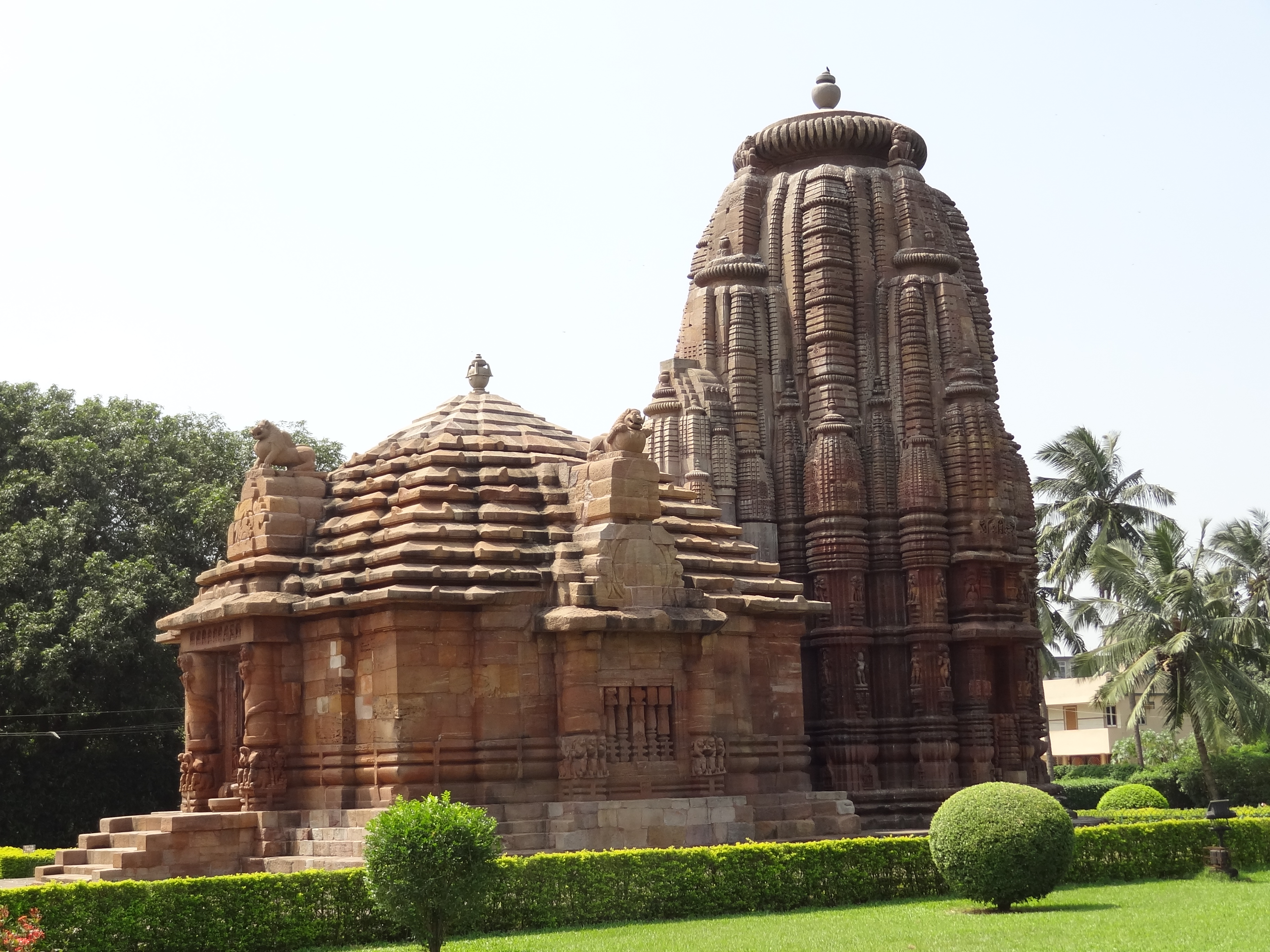
Храм Раджарани